# Vodena leća
Vodena leća (lat. Lemna), biljni rod iz porodice kozlačevki, nekada uključivana u porodicu lećevki (Lemnaceae). Postoji četrnaestaest priznatih vrsta podvodnog ili plutajućeg vodenog bilja.
Rod je raširen po cijelom svijetu, a najpoznatija je mala vodena leća, L. minor.

## Vrste
1. Lemna aequinoctialis Welw.
2. Lemna disperma Hegelm.
3. Lemna gibba L.
4. Lemna japonica Landolt
5. Lemna landoltii Halder & Venu
6. Lemna minor L.
7. Lemna minuta Kunth
8. Lemna obscura (Austin) Daubs
9. Lemna perpusilla Torr.
10. Lemna tenera Kurz
11. Lemna trisulca L.
12. Lemna turionifera Landolt
13. Lemna valdiviana Phil.

## Vanjske poveznice
|  | Zajednički poslužitelj ima još gradiva o temi Lemna |
|  | Wikivrste imaju podatke o taksonu Lemna             |